# Glenn Beck
Glenn Beck Lee (* 10. února 1964, Everett, Washington, USA) je americký konzervativní rozhlasový a televizní moderátor, politický komentátor, spisovatel a podnikatel. Je autorem programu Program Glenna Becka, který je vysílán na celém území USA na rozhlasové stanici Premiere Radio Networks, jakož i vlastní show na televizní stanici Fox News.
Stal se také zakladatel společnosti Mercury Radio Arts, multimediální produkční společnosti, prostřednictvím které se vytváří obsah pro rozhlas, televizi, tisk, divadlo a internet.
Jde o známou a kontroverzní veřejnou postavu, jeho provokativní názory mu přinášejí uznání a popularitu, ale také vyvolávají diskusi a kritiku. Jeho stoupenci oceňují jeho obhajobu tradičních amerických hodnot.
V dubnu 2010 kritizoval dotaci 500 000 dolarů určenou na obnovu expozice po záplavách pro české a slovenské muzeum ve městě Cedar Rapids v Iowě, kterou označil jako příklad plýtvání federálními financemi.
Po teroristických útocích v Norsku v roce 2011 přirovnal mládežnickou organizaci Norské strany práce zmasakrovanou Andersem Breivikem na ostrově Utøya k Hitlerjugend, mládežnickému hnutí nacistické NSDAP. Norská veřejnost jeho výroky ostře odsoudila. Norský profesor Frank Aarebrot v reakci na Beckovy komentáře prohlásil, že jde o vulgárního propagandistu, jehož komentáře nemají nic společného s objektivním zpravodajstvím. Dále ho označil za fašistu a prase, protože pouze fašista by se mohl takto vyjadřovat.